# Обшивка медью

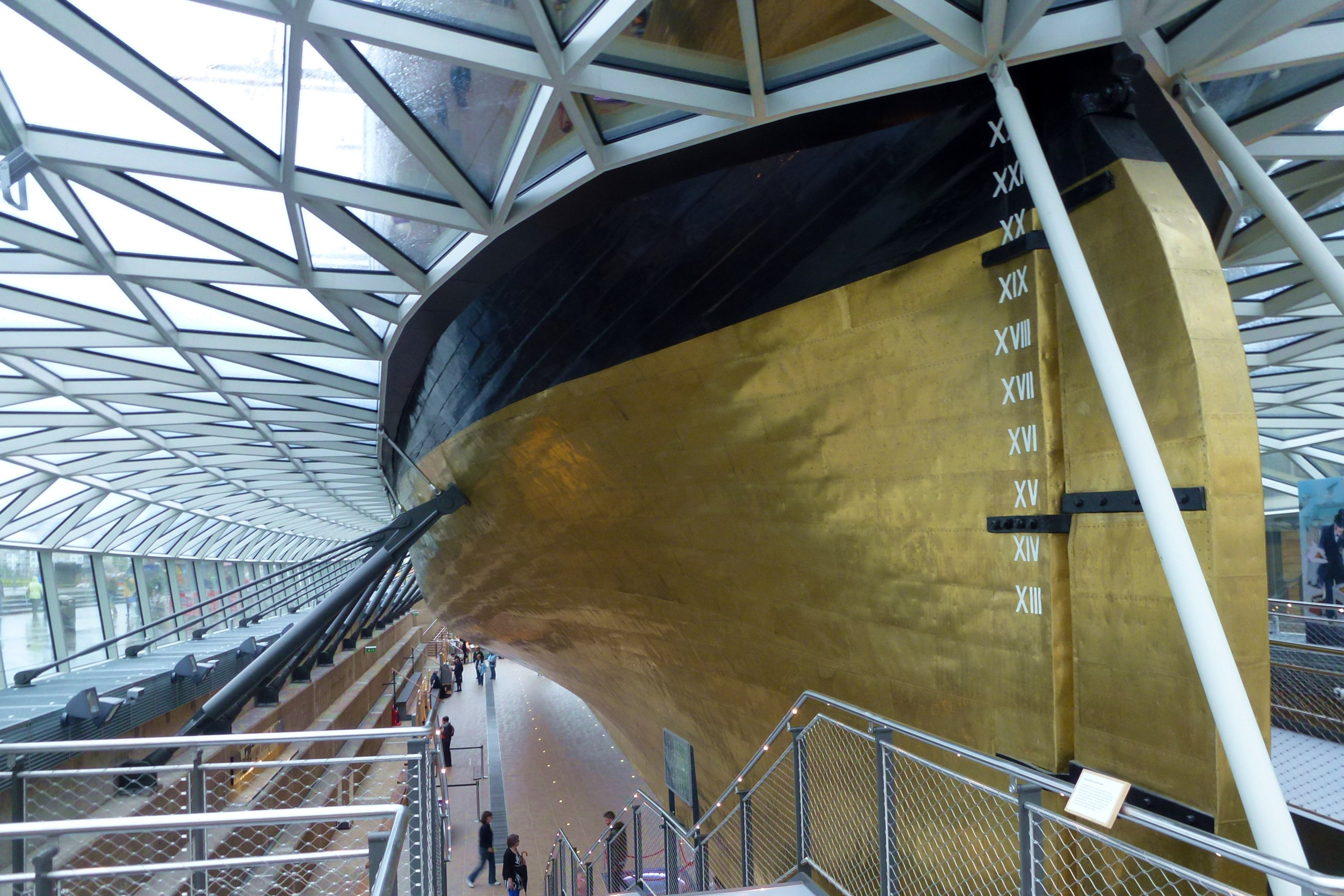
Обшитое днище и руль клипера Катти Сарк

Обшивка медью — способ защиты днищ деревянных кораблей от обрастания и древоточцев, применявшийся в Век паруса. Состоял в обивке подводной части корпуса металлическими листами из меди или медных сплавов. Впервые был введён и нашёл широкое применение в Великобритании, точнее, в Королевском флоте.

## Появление
Уязвимость деревянных корпусов в подводной части стала очевидна, как только корабли стали совершать долгие плавания в тропических водах, то есть с началом Великих географических открытий. Ущерб от обрастания двойной: во-первых, обрастание резко повышает шероховатость корпуса, а с ним и сопротивление, таким образом снижая ходкость. Во-вторых, наросты способствуют гниению дерева и служат обиталищем организмам, разрушающим дерево, в результате чего страдает прочность корпуса.
Потери кораблей от обрастания были сравнимы со всеми другими видами потерь. Например, знаменитая «Золотая лань» Дрейка погибла не от шторма и не в бою, а от разрушения червём-тередо.
Первым способом защиты корпуса была покраска и смоление. Но поскольку известные тогда краски были органическими, они препятствовали только гниению, но не обрастанию и не морским организмам. Последние, наоборот, приспосабливались питаться краской.
Следующим стала обшивка свинцовыми пластинами. Хотя свинец ядовит и потому эффективно противостоит обрастанию, он неудобен в установке, а главное дорог и весьма коррозиен, так как образует гальваническую пару с железными креплениями корпуса — гвоздями и болтами.
Наиболее распространена была дешёвая и доступная обшивка деревянной рейкой — наружный, тонкий слой корпуса, сделанный из мягкого дерева, приносился в жертву ради основных прочных досок. Разумеется, этот способ только отчасти отдалял проблему древоточцев и гниения, но никак не мешал обрастанию.

### Первый эксперимент

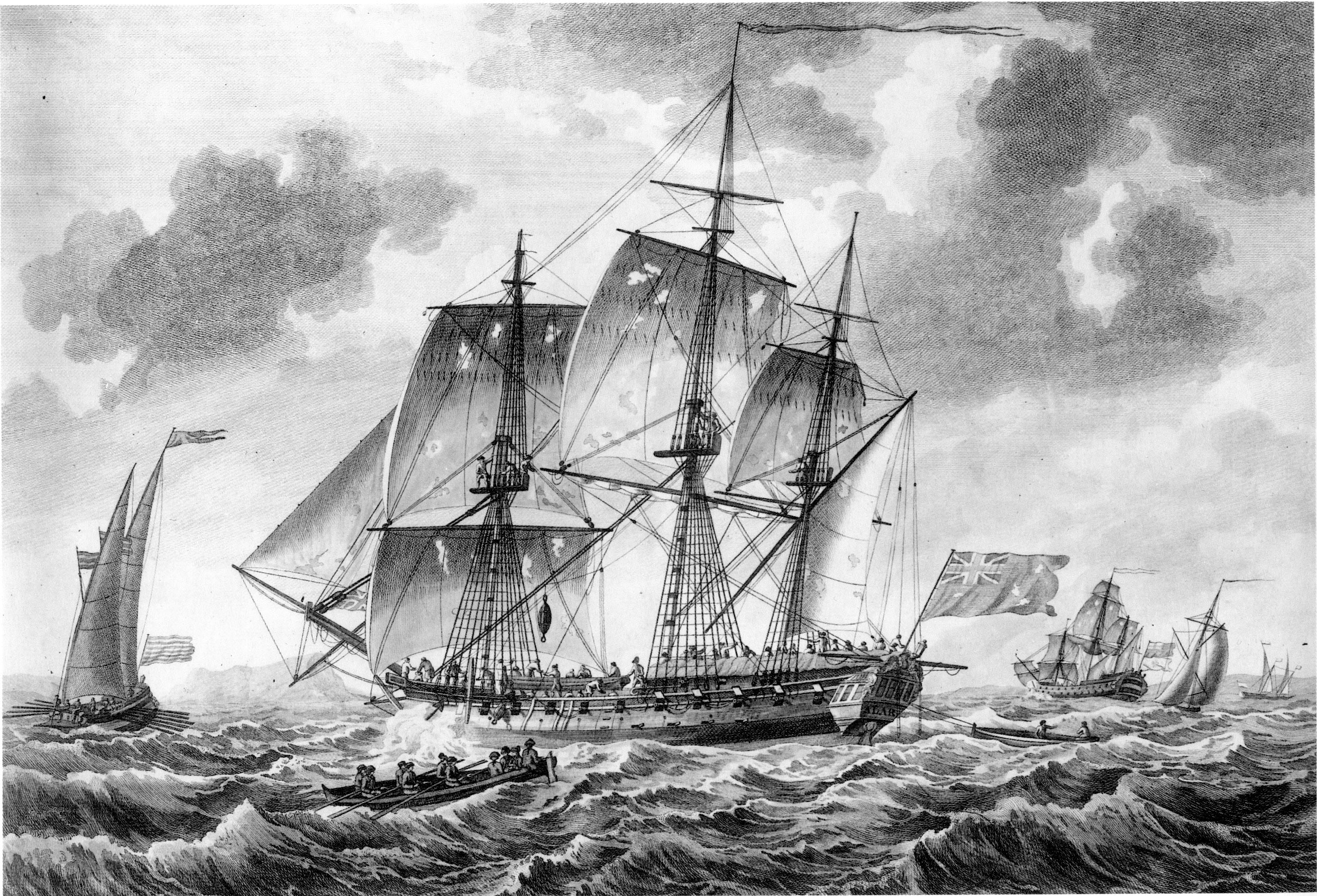
HMS Alarm, первым обшитый медью в 1761

Первыми начали опыты с обшивкой медными листами англичане. Предложены они были ещё в 1708 году, но до практического применения не дошло. Главным возражением Военно-морского комитета на предложение Чарльза Перри (англ. Charles Perry) была его дороговизна.
Затем многочисленные эксперименты проводились в конце Семилетней войны. Опробовалась частичная обшивка, к примеру, только киля. Проблема стала ещё острее, когда на флоте узнали, что тередо завезли в английские воды, и он поселился в устье реки Медвей и, в меньшей степени, в Ширнесс.
Первым кораблём, в 1761 году получившим медную обшивку, стал фрегат HMS Alarm. В его журнале зафиксирована рекордная скорость 13 узлов, когда он только что вышел с верфи с новой обшивкой. Однако скорое окончание войны сняло остроту вопроса, и дальнейшие шаги были отложены. Эксперименты выявили, что основной проблемой была коррозия меди в паре с железом. Затем интерес к методу исчез до 1775 года, когда возродился в связи с возможной нехваткой рейки для деревянной обшивки.
Тогда эксперименты показали, что электрохимическая коррозия сильно уменьшается при покрытии железных головок болтов свинцом. Следующие два года для покрытия перепробовали различные составы. Как материал для болтов, гвоздей и скоб опробовался сплав с содержанием меди. Испытывали даже чисто медный крепёж.
К 1778 году медью обшивали уже довольно много кораблей в порядке продолжавшихся экспериментов. К концу года успешнее других показал себя один метод защиты головок болтов — закладывание между корпусом и медной обшивкой толстых листов картона. Позже метод был усовершенствован: корпуса стали покрывать дёгтем, картон пропитывался дегтярным маслом и «композицией» — специальным составом, — а внутренняя сторона медных листов покрывалась смесью свинцовых белил с льняным маслом. Это позволяло частично изолировать железо от меди и замедлить коррозию хотя бы до окончания Американской войны.

## Медная обшивка — спасительница флота
Начиная с февраля 1779 года Адмиралтейство приказало обшить медью выборочно часть линейных кораблей, а с мая были выданы заказы на сплошную обшивку фрегатов. Стратегическое преимущество состояло в том, что получившие медную обшивку корабли дольше могли ходить без докования, таким образом по существу увеличилось число фрегатов, доступных в каждый момент. Кроме того, обшитые медью корабли имели лучший ход, что давало ещё и тактические выгоды.
В этот момент три обстоятельства сошлись, чтобы подтолкнуть Британию к массовой обшивке флота медью. Во-первых, уже выработался достаточно надёжный и практичный метод. Во-вторых, британская казна, единственная среди всех европейских держав, была достаточно богата, чтобы пойти на такой шаг. В-третьих и главных, после вступления в войну Испании, Королевский флот оказался в абсолютном меньшинстве. Издавна проводившаяся Адмиралтейством политика экономии означала, что британские корабли были индивидуально меньше и слабее своих французских и испанских эквивалентов. За счёт этого поддерживалось их численное преимущество. Но теперь объединённые силы союзников-Бурбонов грозили совсем подавить небольшие британские корабли.
Но даже при всем этом такая мера, как массовая обшивка кораблей медью, была слишком дорога и нова, чтобы обойтись без препятствий. Тогдашний контроллер флота и председатель Военно-морского комитета Чарльз Миддлтлон употребил всё своё влияние, чтобы получить санкцию Георга III. По сообщениям современников, он заказал изготовление специальной модели HMS Bellona, с помощью которой иллюстрировал идею на королевской аудиенции.
Возникли кратковременные проблемы с распределением медных листов, картона и «композиции» по верфям, а также с заказом у поставщиков болтов, гвоздей и скоб из сплава точно по размерам каждого корабля, поскольку каждый корпус несколько отличался от прочих. Тем не менее, при твёрдом руководстве проблемы были преодолены. В течение одного только 1780 года были обшиты не менее 46 линейных кораблей. К январю 1782 года медную обшивку получили 82 линейных, 14 50-пушечных, 115 фрегатов и 102 шлюпа и куттера. Лорд Сэндвич рассматривал это как одно из крупнейших достижений его администрации в качестве Первого лорда. Большая заслуга в этом и Чарльза Миддлтона, который, когда одобрение было получено, с решимостью боролся за преодоление каждой проблемы.
Вот тут, во второй половине войны, обшивка медью, фактически увеличившая число боеготовых кораблей, сделала очень много для выправления нарушенного баланса. Да и ходовые качества раз за разом выручали британцев. Так, Родни относил бо́льшую часть успеха в Битве при лунном свете на счёт медной обшивки. В Вест-Индии де Грасс оправдывал отсутствие успехов против Худа тем же, ссылаясь на недостаток маневренности собственных кораблей. Финистерре, Род-Айленд, Сент-Китс, мыс Спартель и, наконец, острова Всех Святых и пролив Мона — все примеры того, какое важное преимущество получил Королевский флот. Из трёх технических новшеств, спасших его от поражения, обшивка медью занимает первое место, впереди карронады и 18-фунтового фрегата.
После Американской войны обнаружилось, что железные болты многих корпусов сильно корродировали, и прочность поставлена под сомнение. Тем не менее то, что было новшеством в 1779 году, стало к 1783 обязательным делом. Эксперименты с болтами из сплавов различных типов продолжались до 1786 года, когда были окончательно приняты латунные болты. Их начали ставить на все корабли, встававшие в ремонт.
Опыты Хамфри Дэви с различными толщинами обшивки и материалами крепежа ещё увеличили срок непрерывной службы кораблей. К 1793 году они могли проходить 5 лет до полной смены медной обшивки. Это позволяло верфям сосредоточиться на других работах и поддерживать в готовности больше кораблей. В целом нововведение усилило морскую мощь Великобритании — как немедленно, так и долгосрочно.

## Мунц-металл
В 1832 году Джордж Мунц, производитель металлического проката из Бирмингема, Англия, патентует так называемый металл Мунца, мунц-металл, представляющий собой медно-цинковый сплав (латунь) с содержанием 57-61 % меди, порядка 40 % цинка и следовых количеств железа. Обшивка листами из этого сплава защищала столь же эффективно, как и медная, но при этом была крепче, долговечнее и, что существенно, обходилась на треть дешевле. Мюнц также запатентовал и производил крепёж из того же сплава. Мюнц-металл выглядит светлее меди, из-за чего иногда назывался «жёлтым металлом». Сплав в значительной степени потеснил чистую медь, на чём Мунц заработал состояние.

## Другие страны
Франция и Испания по результатам войны быстро оценили преимущества обшивки медью. Исполнение этой меры, однако, у них отставало. И без того истощённая войной французская казна, чтобы восполнить понесённые расходы, была вынуждена прибегнуть к новым налогам. Это послужило одним из катализаторов Революции, и осуществление планов по флоту, естественно, провалилось. О них вспомнили снова только во время Революционных войн.
Что касается Испании, её государственная машина всегда испытывала трудности с оснащением флота настолько, что не могла даже точно предсказать, сколько пушек и какого калибра будет установлено на строящийся корабль. Извлекая самые большие на свете количества драгоценных металлов из Нового Света, страна была неспособна эффективно их использовать. В итоге испанские корабли получили медную обшивку в заметных количествах только во время Наполеоновских войн. Тем показательнее, что первый такой испанский корабль, Santa Leocadia, попал в британские руки уже в 1781 году.
Голландия к этому времени потеряла самостоятельность и была вынуждена следовать в фарватере политики Франции.
Другие страны приступили к обшивке флота медью уже по окончании Наполеоновских войн.
К середине XIX века медная обшивка стала для океанских кораблей стандартом де факто. Медью с деревянной подкладкой обшивали даже железные корпуса, и эта практика продолжалась вплоть до начала XX века. Например, медью на подкладке была обшита подводная часть знаменитого крейсера «Аврора».

## Претенденты на первенство
Сама идея обшивки медью недолго была секретом, и её рассматривали далеко не в одной Британии. Но все препятствия, перечисленные выше, другим странам преодолеть было ещё сложнее. В литературе было несколько заявок на первенство в этом вопросе. Например, один русский автор уже в 1970-е годы писал, что выполненная в 1872 году модель корабля «Ингерманланд» (1715) в подводной части покрыта бронзовой краской, что, возможно, указывает на медную обшивку. Однако ни один не сомневается, что дальше одиночных опытов эта мера нигде, кроме Британии, тогда не пошла.